# Bānāvar
Bānāvar är en ort i Indien.   Den ligger i distriktet Hassan och delstaten Karnataka, i den södra delen av landet, 1 700 km söder om huvudstaden New Delhi. Bānāvar ligger 778 meter över havet och antalet invånare är 7 827.
Terrängen runt Bānāvar är platt. Runt Bānāvar är det tätbefolkat, med 286 invånare per kvadratkilometer. Närmaste större samhälle är Arsikere, 14,7 km sydost om Bānāvar. Trakten runt Bānāvar består till största delen av jordbruksmark.